# 長井充
長井　充（ながい みつる、1934年12月 - ）は、日本のピアニスト。2007年から公開しているYouTubeチャンネルは900万以上のアクセスがある。

## 経歴
- 合唱指揮者の父 長井斉と、大阪音楽大学創立者 永井幸次の長女 義（よし）を母に、音楽一家の三男として大阪府堺市に生まれる。[1][2][3][信頼性要検証]。
- 3歳から姉の（和田）克[要出典]の指導でピアノを習い始める[1]。
- 1946年中学一年の時、NHK大阪放送局でショパン「幻想即興曲」作品66を演奏。全国に生放送された。
- 大阪音楽大学付属高校を経て、東京藝術大学音楽学部ピアノ科を卒業する。
- 1961年より武蔵野音楽大学に講師〜助教授として33年間勤務。この間、オーストリアやイスラエルに留学する。また数多くのリサイタルを行う。
- 1994年定年を前に武蔵野音楽大学を辞職。ピアノと家を売り払い、地方で信仰の生活に入る。[2]
- 2004年70歳を機に、地方での信仰生活を終え東京に戻り、レストランでピアノ演奏のアルバイトをはじめる。
- 2007年レストランでの演奏が口コミで広がり、篤志家が長井のCD制作を企画する。録音・編集を行った（株）マエストロ代表取締役で指揮者の佐々木修の発案で、当時スタートして間もなかったYouTubeに長井の演奏をアップしたところ、世界的な反響が巻き起こった。
- 2008年〜これまで9枚のCDを（株）マエストロからリリース、同時に動画をYouTubeにアップしている。
- 2014年80歳の記念コンサート、記念録音を行う。
- 2020年新型コロナウイルスで様々な公演が中止に追い込まれる中《横浜市映像配信支援プログラム》としてリサイタルを行い、YouTubeで配信している。

## エピソード
- 子供の頃のピアノレッスンは大変厳しく、堪りかねて「ピアノなんか止めた！」と市電の窓から楽譜の入ったカバンを投げたこともあった。
- 1954年西野バレエ団『ジゼル』公演の稽古ピアニストをつとめた。
- 東京藝術大学在学当時、重度の腱鞘炎でピアニストとしての人生を諦めかけたが、信仰に救われたと語っている。[4] 東京芸大の同期に舘野泉がいる。
- 「ピアノを持っていない唯一のピアニスト」という噂が広まったが、これは半分真実で、長井は60歳以降主に経済的な面から古びた電子ピアノで練習をしている。[5]
- 長井充のYouTubeチャンネルは、2002年8月現在78曲の動画が配信され、最も再生回数の多いクーラウ作曲ソナチネ第一番ハ長調は123万回再生されている。
- 長井のYouTubeチャンネルの主な視聴者は、ピアノ愛好家やピアノを習いたての初心者で、広く世界中に広がっている特徴がある[独自研究?]。

## ディスグラフィー
- ピアノアルバム2007年[6]
- ブルグミュラー25&18の練習曲[7]
- ベートーヴェン：悲愴＆月光ソナタ[8]
- ピアノアルバム2010年[9]
- ピアノアルバム2011年鎮魂[10]
- ソナチネアルバム2012[11]
- ピアノアルバム2014年80歳記念録音[12]
- ピアノアルバム2016年シューベルト『楽興の時』[13]
- ピアノアルバム2018年モーツァルト／シューマン[14]